# 1979년 석유 파동
제2차 오일쇼크 또는 제2차 석유 파동이라고 불리우며, 이란 혁명 이후 이란의 석유 생산량의 감소는 1979년 에너지 위기로 이어졌다.

## 배경
이란 혁명여파로 전 세계 석유 공급이 약 4% 감소하는 데 그쳤지만, 석유 시장의 반응으로 원유 가격은 이후 12개월 동안 배럴당 39.50달러(248달러/m3)로 두 배 이상 상승했다. 가격의 급격한 상승은 1973년 석유 위기와 유사한 주유소의 연료 부족과 긴 줄과 관련이 있다.
1980년, 이란-이라크 전쟁이 시작된 후, 이란의 석유 생산은 급격하게 감소했다. 이라크의 산유량도 크게 감소해 전 세계적으로 경기 침체가 촉발됐다. 유가는 1980년대 중반이 되어서야 위기 이전 수준으로 돌아갔다.
1980년 이후 유가는 이후 20년 동안 지속적으로 하락하기 시작했는데, 걸프전 기간 동안 잠시 상승한 것을 제외하고는 1990년대에 60% 하락에 도달했다. 이 기간 멕시코, 나이지리아, 베네수엘라의 주요 석유 수출국들은 생산량을 늘렸다. 소련은 세계에서 가장 큰 산유국이 되었고 북해와 알래스카에서 온 석유가 세계 원유시장에 넘쳐났고 1980년대 석유 공급과잉으로 이어졌다.

## 이란
1978년 11월, 3만 7천명으로 구성된 이란 국영 정유 공장의 파업으로 생산량이 하루 600만 배럴(95만 m3)에서 약 150만 배럴(24만 m3)로 줄었다. 외국인 노동자들이 이란을 떠났다. 하지만, 해군 인력을 원유 생산 작업에 투입함으로써, 정부는 단기적인 생산차질을 고쳤고, 11월 말에는 생산량이 거의 정상 수준으로 돌아왔다.
1979년 1월 16일, 이란의 국왕 모하마드 레자 팔레비와 그의 부인 파라 팔레비는 사태를 진정시키려는 샤푸르 바흐티아르 총리의 명령에 따라 이란을 떠났다. 샤가 떠난 후, 아야톨라 호메이니는 이란의 새로운 지도자가 되었다. 곧이어 석유산업 국유화를 선언했다.

## 영향

### 기타 OPEC 회원국
유가 상승은 기록적인 수익을 올린 석유수출국기구(OPEC)의 몇몇 회원국들에게 혜택을 주었다. 이란의 새 정부 하에서, 석유 수출은 이후 재개되었지만, 생산은 일관성이 없었고, 더 낮은 양으로, 가격을 더 올렸다. 마나 알 오타이바(Mana Al Otaiba)의 대통령 하에 사우디아라비아와 기타 OPEC 국가들은 대부분의 감소를 상쇄하기 위해 생산량을 늘렸고, 1979년 초까지 전 세계 생산량의 총 손실은 약 4%였다.
1980년 이란과 이라크 간의 전쟁은 전세계 생산량의 7%를 더 감소시켰고 OPEC의 회원국들이 서로 분열되면서 미국과 같은 다른 수출국들에 의해 OPEC 생산량이 추월당했다. '스윙 생산국'인 사우디아라비아는 1985년 이후 시장 점유율을 회복하려다 생산량을 늘리고 가격 하락 압력을 일으켜 고비용 석유 생산시설의 수익성이 떨어졌다.

### 미국
석유 위기는 미국에 엇갈린 영향을 미쳤다. 전국의 일부 주(텍사스주, 알래스카주)는 산유국이고, 다른 주는 석유 소비국이다. 리처드 닉슨은 국내 석유에 가격 통제를 가했다. 휘발유 규제는 폐지됐지만, 미국 국내 석유에 대한 규제는 여전했다.
1979년 4월 5일, 지미 카터 행정부는 원유의 평균 가격이 배럴당 15.85달러($100/m3)였던 단계적인 유가 규제 완화를 시작했다. 이란 혁명을 기점으로 원유 가격은 이후 12개월간 배럴당 39.50달러(248달러3/m)까지 상승했다(2008년 3월 3일까지 실질 가격으로는 사상 최고치). 국내 유가 통제 완화로 미국의 원유 생산량은 큰 프루도 만 유전에서 급격히 증가한 반면, 원유 수입량은 급격히 감소했다.
비록 직접적인 관련은 없지만, 1979년 3월 28일 발생한 스리마일섬 원자력 발전소 사고은 또한 에너지 정책과 가용성에 대한 불안감을 증가시켰다. 1973년 석유 부족에 대한 기억 때문에, 운전자들은 곧 공황 구매를 시작했고, 6년 전처럼 주유소에 긴 줄이 나타났다. 공회전 중 한 시간에 2~3리터(약 0.5~0.8갤런)의 휘발유를 소비한 평균 차량으로, 미국인들은 주유소 줄에서 엔진을 공회전하며 하루에 최대 15만 배럴(24,000미터3)의 기름을 낭비한 것으로 추정되었다.
1979년 미국에서 판매된 석유의 양은 그 전해에 판매된 석유의 기록보다 겨우 3.5% 적었다. AP 통신과 NBC 뉴스에 의해 실시되어 1979년 5월 초에 발표된 1,600명의 미국 성인들을 대상으로 한 전화 여론조사에 따르면, 미국인들 중 37%만이 에너지 부족이 진짜라고 생각했고, 9%는 확신하지 못했으며, 54%는 에너지 부족이 거짓말이라고 생각했다.
많은 정치인들이 가스 배급제를 제안했다. 그러한 지지자 중 한 명은 1973년 석유 위기 때 사용된 것처럼 홀수 짝수 배급제(홀수 번호의 번호판을 가진 사람들만 홀수 번호의 날에 가스를 구입할 수 있음)를 제안한 메릴랜드 주지사 해리 휴즈였다. 캘리포니아, 펜실베니아, 뉴욕, 뉴저지, 오리건, 텍사스를 포함한 몇몇 주에서 홀짝 가스 배급제를 시행했다. 휘발유 배급 쿠폰은 인쇄되었지만 1979년 위기 때는 실제로 사용된 적이 없었다.
1979년 7월 15일, 카터 대통령은 "신뢰의 위기" 연설에서 석유 수입을 줄이고 에너지 효율을 개선하려는 계획을 설명했다. 연설에서 카터 전 대통령은 시민들에게 에너지 사용을 줄이기 위해 할 수 있는 일을 하도록 권장했다. 그는 이미 백악관 옥상에 난방용 태양열 집열판을 설치했고, 거실에는 장작을 태우는 난로를 설치했다. 그러나, 보도에 따르면 그의 후임자인 로널드 레이건 행정부 동안 백악관 지붕 유지를 위해 1986년에 태양열 패널들이 제거되었다.
1977년 4월 카터가 행한 연설은 석유 위기가 "전쟁의 도덕적 등가물"이라고 주장했다. 1979년 11월, 이란 혁명가들은 미국 대사관을 장악했고, 카터는 이란산 석유에 대한 금수 조치를 취했다. 1980년 1월, 그는 "페르시아만 지역을 장악하려는 외부 세력의 시도는 미국의 중요한 이익에 대한 공격으로 간주될 것이다"라고 선언하면서 카터 독트린을 발표했다. 게다가, 규제완화를 위한 자신의 행정부의 노력의 일부로서 카터는 1973년 위기 이전에 리처드 닉슨 행정부에 의해 부과되었던 가격 통제를 제거할 것을 제안했다. 카터는 단계적으로 가격 통제를 없애는 것에 동의했다. 그들은 마침내 1981년 레이건 치하에서 해체되었다. 카터 대통령은 또 석유회사들에 대해 횡재하는 이익세를 부과하겠다고 밝혔다. 국내 석유의 규제 가격이 배럴당 6달러로 유지된 반면, 세계 시장 가격은 30달러였다.
1980년, 미국 정부는 수입 화석 연료의 대안을 생산하기 위해 합성 연료 회사를 설립했다.
1978년과 1980년 사이에 서부 텍사스 중질유의 가격이 250% 상승했을 때, 텍사스, 오클라호마, 루이지애나, 콜로라도, 와이오밍, 알래스카의 산유국들은 경제 호황과 인구 유입을 경험하기 시작했다.
한 연구에 따르면, 1979년 석유 위기 당시 15세에서 18세 사이의 사람들은 30대 중반이 되면 자동차를 이용할 가능성이 현저히 낮았다고 한다.

### 기타 석유소비국
1970년대의 고유가에 대응하여, 선진국들은 석유수출국기구(OPEC) 석유에 대한 의존도를 낮추는 조치를 취했다. 전세계의 전력회사들은 석유에서 석탄, 천연가스 또는 원자력으로 전환했다. 각국 정부는 석유에 대한 대안을 개발하기 위해 수십억 달러의 연구 프로그램을 시작했고 상업적 탐사는 시베리아, 알래스카, 북해, 멕시코 만의 주요 비OPEC 유전을 개발했다. 1986년까지 전 세계 석유 수요는 일일 5백만 배럴 감소했지만 비 OPEC 생산은 훨씬 더 증가했다. 결과적으로 OPEC의 시장 점유율은 1979년 50%에서 1985년 29%로 감소했다.
1970년대 후반 대한민국의 경제는 석유 의존도가 높은 중화학 공업을 육성하며 연간 제조업 성장률이 20% 이상을 상회해 제1차 석유 파동 당시보다 석유 의존도가 훨씬 높아진 상태였기 때문에 더욱 타격이 컸다. 또한 물가 상승률도 1978년에 14%의 물가 상승률에서 1979년는 18%로 상승하였으며 고도 성장을 뒷받침하였던 역대 최고의 설비 투자 증가율은 꺾여져 파산, 해고가 급속히 늘어 본격적인 불황으로 접어들었다. 1979년에는 8.7% 성장을 하였지만 1980년 1분기에 전후 최초의 역성장인 -1.6%, 물가상승률이 29%로 급등해 1차 오일 쇼크 때보다 극심한 경제적 시련을 겪었다. 경상수지 적자도 급격히 늘어나서 1979년 기준 총외채 203억 달러(순외채 140억 달러)에서 1985년에 총외채 468억(순외채 355억 달러)로 급증해 세계 5대 채무국가로 올라서게 되었다.

## 같이 보기
- 주이란 미국 대사관 인질 사건
- 1980년대 석유 공급과잉